# Wladimir Borissowitsch Feijertag

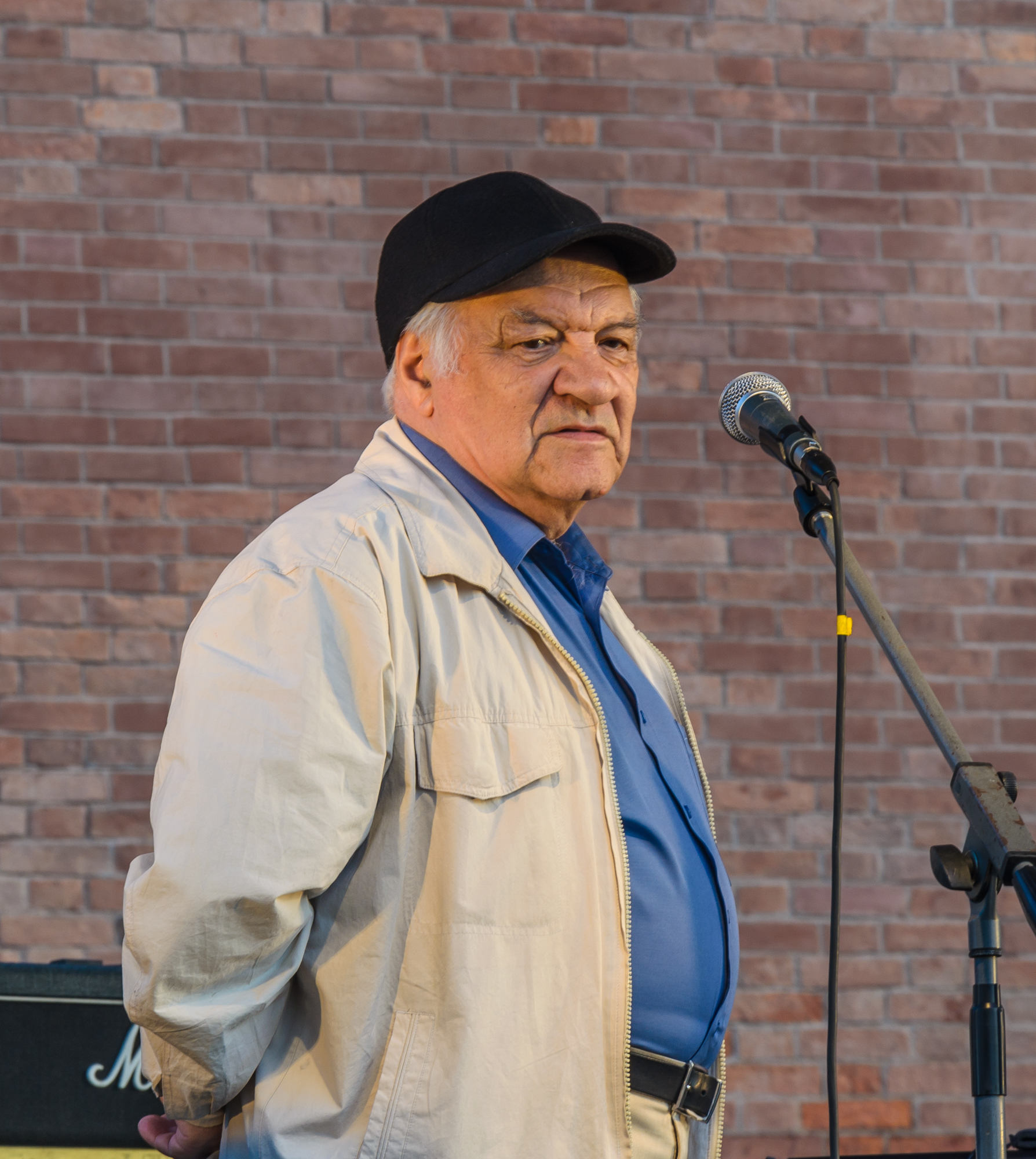
Wladimir Feijertag auf dem Petrojazz Festival 2014

Wladimir Borissowitsch Feijertag (russisch Владимир Борисович Фейертаг; * 27. Dezember 1931; † 28. März 2024 in Sankt Petersburg) war ein sowjetisch-russischer Jazzautor und Promoter. Er galt laut taz als „die graue Eminenz der sowjetischen Jazzszene“.

## Leben und Wirken
Feijertag war Absolvent der Rimski-Korsakow-Musikhochschule und der Leningrader Universität. Bereits in seiner Studienzeit erlangte er Bekanntheit, als er ein Jazzorchester leitete, Musik arrangierte und Jazz förderte. 1960 veröffentlichte er zusammen mit Waleri Myssowski die erste Enzyklopädie über Jazz in russischer Sprache, 1966 wurde er Dozent der staatlichen Agentur Lenconcert. Er organisierte die erste Jazz-Konzertreihe, nicht nur in den Konzertsälen Leningrads, sondern auch in den Philharmonien vieler Städte der Sowjetunion. In den 1990er Jahren hielt er Vorträge im Ausland (USA, Deutschland, Dänemark, Österreich) und wurde ein erfolgreicher Musikmanager – er tourte mit vielen russischen und ukrainischen Bands durch Europa und durch Russland – mit international anerkannten Künstlern wie dem Count Basie Orchestra, dem John McLaughlin Trio und Dave Brubeck Quartett.
Feijertag verfasste zehn Bücher über Jazz sowie mehr als 100 Artikel für große Jazzmagazine auf der ganzen Welt. Später war er einer der Direktoren der sowjetischen Jazz-Föderation, in der Musiker und Veranstalter organisiert waren.

## Publikationen (Auswahl)
- Džaz ot Leningrada do Peterburga [Jazz von Leningrad bis Petersburg]. KultInformPress, Sankt Petersburg 1999. ISBN 978-5-8392-01644.
- Dzhaz v Rossii: kratkii entsiklopedicheskii spravochnik [Jazz in Russland: ein kurzer enzyklopädischer Führer]. Sankt Petersburg: Skifiia, 2009 ISBN 9785903463237.
- Dialog so svingom. David Goloschekin o dzhaze i o sebe [Dialog mit Swing. David Goloshchekin über Jazz und sich selbst]. KultInformPress, 2015. ISBN 5839202304. ISBN 9785839202306.
- Dzhazovye standarty. Uchebnoe posobie. Vypusk 1. [Jazzstandards. Lernprogramm Folge 1] Compozitor, 2021. ISBN 9790352217423.